# Cardiliidae
Cardiliidae zijn een familie van tweekleppigen uit de superorde Imparidentia.

## Geslachten
- Cardilia Deshayes, 1835